# 吕克斯-桑贝罗特
吕克斯-桑贝罗特（法語：Luxe-Sumberraute，法語發音：[lyks sœ̃beʁot]）是法国大西洋比利牛斯省的一个市镇，位于该省中西部，属于巴约讷区。该市镇于1842年由原市镇吕克斯（Luxe）和桑贝罗特（Sumberraute）合并而成。

## 地理
吕克斯-桑贝罗特（43°20'44"N, 1°4'35"W）面积8.31 平方千米，位于法国新阿基坦大区大西洋比利牛斯省，该省份为法国东南部省份，涵盖了贝阿恩与北巴斯克，西临大西洋比斯開灣，北至朗德省，东北接热尔省，东临上比利牛斯省，南与西班牙接壤。
与吕克斯-桑贝罗特接壤的市镇（或旧市镇、城区）包括：阿芒德什-奥内什、贝吉奥、茹瓦约斯河畔贝里、加里斯、拉贝茨-比斯凯。
吕克斯-桑贝罗特的时区为UTC+01:00、UTC+02:00（夏令时）。

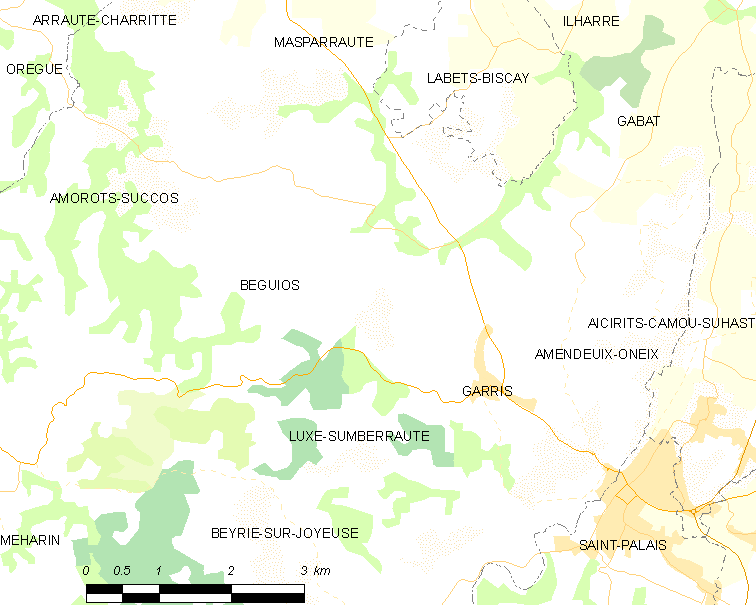
吕克斯-桑贝罗特的OSM定位图

## 行政
吕克斯-桑贝罗特的邮政编码为64120，INSEE市镇编码为64362。

## 政治
吕克斯-桑贝罗特所属的省级选区为比达什地区-阿米库塞-奥斯蒂巴尔县。

## 人口

1962-2008年间吕克斯-桑贝罗特人口变化图示

吕克斯-桑贝罗特于2022年1月1日时的人口数量为399人。